# Cruiser Motor Car Company
Cruiser Motor Car Company war ein US-amerikanischer Hersteller von Automobilen.

## Unternehmensgeschichte
Das Unternehmen wurde 1917 gegründet. Der Sitz war zunächst in Portland in Maine, während das Werk irgendwo im Mittleren Westen geplant war. Winthrop J. Burdick war Präsident und D. S. Bobb Sekretär. 1917 begann die Produktion von Automobilen in einem Werk in Joliet in Illinois. Der Markenname lautete Cruiser. Im September 1917 traten erstmals finanzielle Probleme auf. Neue Geldgeber aus Chicago und Madison erschienen. W. D. Curtis wurde neuer Präsident. Unternehmenssitz und Fabrik befanden sich nun in Madison in Wisconsin. Ende 1919 endete die Produktion.

## Fahrzeuge
Alle Fahrzeuge hatten einen Sechszylindermotor, der mit 21,6 PS angegeben war. Das Fahrgestell hatte 298 cm. Aufbauten als fünfsitziger Tourenwagen und als dreisitziger Roadster waren gewöhnlich. Ungewöhnlich war ein Special Camping Roadster, eine frühe Version eines Wohnmobils. Zum Zubehör gehörten ein Zelt, Klappbett, Tisch, Stühle, Bettwäsche, Toilettensachen sowie Heiß- und Kaltwasser aus Tanks auf den Trittbrettern.